# Akros-Thömus
La Akros-Excelsior-Thömus, nota in precedenza come Marchiol e Roth, era una squadra maschile svizzera di ciclismo su strada, attiva dal 2002 al 2020. Ebbe licenza di team Professional Continental nel 2016, e di team Continental dal 2014 al 2015 e dal 2017 al 2020.

## Storia
Nata nel 2002 a Tezze di Piave, frazione del comune di Vazzola, in provincia di Treviso, la squadra è stata attiva per numerose stagioni nella categoria Elite/Under-23 con il nome Marchiol, gareggiando anche a livello internazionale nelle gare UCI Europe Tour e ottenendo numerosi successi, tra cui il Circuito del Porto-Trofeo Arvedi e il Trofeo Alcide De Gasperi 2007 con Jacopo Guarnieri, e la Coppa San Geo, il Trofeo Franco Balestra e il Trofeo Banca Popolare di Vicenza 2009 con Davide Cimolai. Nel 2014 acquisisce la licenza di UCI Continental Team, e in stagione vince due gare valide per il calendario europeo, il Trofeo Edil C con Andrea Vaccher e la classifica del Giro della Regione Friuli Venezia Giulia con Simone Antonini.
Nel 2015 la squadra assume licenza svizzera, grazie al subentro della società di gestione CycSwiss GmbH, e prende la denominazione Roth-Škoda, dalla sponsorizzazione di Roth Gruppe, azienda di isolamenti termici. L'organico viene quasi del tutto rinnovato; durante l'anno Alberto Cecchin vince il Trofeo Alcide De Gasperi e Andrea Pasqualon si aggiudica due corse.
Nel 2016 la squadra sale per la prima volta alla categoria UCI Professional Continental con il nome di Team Roth. In stagione non arrivano vittorie, si registrano invece le prime partecipazioni a gare di categoria World Tour, quali Tour de Romandie e Tour de Suisse, oltre che presenze in gare Hors Catégorie, quali Brussels Cycling Classic, RideLondon - Surrey Classic e Tre Valli Varesine.
Nel 2017 la squadra, rinominata in Roth-Akros, si ridimensiona, anche in termini di organico (dieci tesserati a fronte dei 23 della stagione precedente), e ritorna dopo solo un anno al livello di UCI Continental Team. Al termine del 2020, dopo altre tre stagioni da formazione Continental, viene annunciata la chiusura del team.

## Cronistoria

### Annuario
| Anno | Codice | Nome                                     | Cat.      | Biciclette | Dirigenza |
| ---- | ------ | ---------------------------------------- | --------- | ---------- | --- |
| 2002 | -      | Marchiol-Hit Casino's-Safi-Site-Frezza   | Elite/U23 | ?          | Dir. sportivi: ? |
| 2003 | -      | Marchiol-Famila-Site-Frezza-Safi         | Elite/U23 | ?          | Dir. sportivi: ? |
| 2004 | -      | Marchiol-Famila-Site                     | Elite/U23 | ?          | Dir. sportivi: ? |
| 2005 | -      | Marchiol-Ima-Famila-Site-Liquigas        | Elite/U23 | ?          | Dir. sportivi: ? |
| 2006 | -      | Marchiol-Ima-Famila-Liquigas-Site        | Elite/U23 | ?          | Dir. sportivi: ? |
| 2007 | -      | Marchiol-Ima-Famila-Liquigas-Site        | Elite/U23 | ?          | Dir. sportivi: ? |
| 2008 | -      | Marchiol-Liquigas-Site                   | Elite/U23 | ?          | Dir. sportivi: ? |
| 2009 | -      | Marchiol-Pasta Montegrappa-Site-Heraclia | Elite/U23 | ?          | Dir. sportivi: ? |
| 2010 | -      | Marchiol-Pasta Montegrappa-Orogildo      | Elite/U23 | ?          | Dir. sportivi: ? |
| 2011 | -      | Marchiol-Ati-Site-Tassullo               | Elite/U23 | ?          | Dir. sportivi: ? |
| 2012 | -      | Marchiol-Emisfero-Site                   | Elite/U23 | Cannondale | Dir. sportivi: Marco Zen, Francesco Benedet, Marco Lorenzon, Cristian Pavanello                                                                  |
| 2013 | -      | Marchiol-Emisfero-Site                   | Elite/U23 | Cannondale | Dir. sportivi: Marco Zen, Mirco Lorenzetto, Francesco Benedet                                                                                    |
| 2014 | MAE    | Marchiol-Emisfero                        | CT        | Merida     | Manager: Giuseppe Lorenzetto Dir. sportivi: Matteo Cittaro, Mirco Lorenzetto                                                                     |
| 2015 | ROT    | Roth-Škoda                               | CT        | Merida     | Manager: Roberto Marchetti Dir. sportivi: Mirco Lorenzetto, Matteo Cittaro, Giuseppe Lorenzetto, Jean-Jacques Loup, René Stüssi                  |
| 2016 | ROT    | Team Roth                                | PCT       | Corratec   | Manager: Stefan Blaser Dir. sportivi: Uwe Peschel, Matteo Cittaro, Dennis Sandig, Jean-Jacques Loup, Alessandro Spezialetti, René Stüssi         |
| 2017 | TRA    | Roth-Akros                               | CT        | Kuota      | Manager: Stefan Blaser Dir. sportivi: Ulrich Kohler, Patrick Banfi, Daniel Hirs, Uwe Peschel, Fabio Simeoli, René Stüssi                         |
| 2018 | AKR    | Akros-Renfer SA                          | CT        | Kuota      | Manager: Stefan Blaser Dir. sportivi: Ulrich Kohler, Patrick Banfi, Laurent Dufaux, Michel Renfer, Fabio Simeoli, Marco Wyser                    |
| 2019 | AKR    | Akros-Thömus                             | CT        | Thömus     | Manager: Stefan Blaser Dir. sportivi: Ulrich Kohler, Laurent Dufaux, Herbert Ender, Florent Horeau, Michel Renfer, Fabio Simeoli                 |
| 2020 | AET    | Akros-Excelsior-Thömus                   | CT        | Thömus     | Manager: Stefan Blaser Dir. sportivi: Ulrich Kohler, Alexandre Debons, Laurent Dufaux, Herbert Ender, Florent Horeau, Fabio Simeoli, Marco Wyser |

## Palmarès

### Campionati nazionali
- Campionati svizzeri: 1

Cronometro Under-23: 2018 (Stefan Bissegger)